# Jean-René Bernaudeau

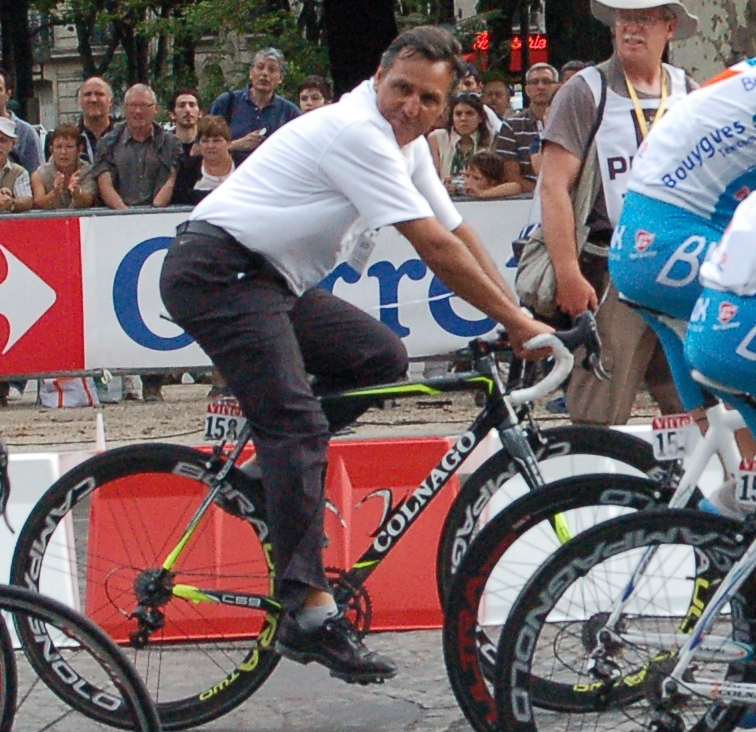
Bernaudeau al Tour de França de 2010

Jean-René Bernaudeau (Saint-Maurice-le-Girard, Vendée, 8 de juliol de 1956) va ser un ciclista francès, que fou professional entre 1978 i 1988. En el seu palmarès destaquen quatre edicions del Gran Premi del Midi Libre, entre 1980 i 1983. El 1979 portà el mallot groc del Tour de França durant una etapa. Aquest mateix any guanyà la medalla de bronze al Campionat del món de ciclisme.
Actualment és el director esportiu de l'equip Team TotalEnergies.

## Palmarès
- 1979
  -  1r de la Classificació dels joves al Tour de França
  - 1r a la París-Bourges
  - Vencedor d'una etapa del Tour del Llemosí
- 1980
  - 1r al Gran Premi del Midi Libre i vencedor de 2 etapes
  - 1r al Tour de Vendée
  - Vencedor d'una etapa del Giro d'Itàlia
- 1981
  - 1r al Gran Premi del Midi Libre i vencedor d'una etapa
  - 1r al Tour del Tarn
  - 1r al Gran Premi de Mònaco
- 1982
  - 1r al Gran Premi del Midi Libre
  - 1r al Tour de Lorena
  - Vencedor d'una etapa del Tour de Romandia
- 1983
  - 1r al Gran Premi del Midi Libre i vencedor d'una etapa
  - 1r al Bol d'Or des Monédières
- 1985
  - Vencedor d'una etapa Critèrium del Dauphiné Libéré
- 1986
  - 1r a la Polynormande

### Resultats al Tour de França
- 1978. Abandona (18a etapa)
- 1979. 5è de la classificació general. Porta el mallot groc durant 1 etapa.  1r de la Classificació dels joves
- 1980. Abandona (18a etapa)
- 1981. 6è de la classificació general
- 1982. 13è de la classificació general
- 1983. 6è de la classificació general
- 1984. Abandona (19a etapa)
- 1985. Abandona (12a etapa)
- 1986. 26è de la classificació general
- 1987. 17è de la classificació general

### Resultats a la Volta a Espanya
- 1978. 3r de la classificació general

### Resultats al Giro d'Itàlia
- 1980. 12è de la classificació general. Vencedor d'una etapa
- 1983. 12è de la classificació general
- 1986. 50è de la classificació general